# Kościół San Nicolò del Lido
Kościół Nicolò del Lido (pl. kościół św. Mikołaja na Lido) – zwyczajowa nazwa rzymskokatolickiego kościoła w Wenecji, na wyspie Lido. Administracyjnie należy do Patriarchatu Wenecji. Jest kościołem parafialnym w parafii pod tym samym wezwaniem, wchodzącej w skład dekanatu Lido.
W przeszłości stanowił część kompleksu klasztornego benedyktynów. Zsekularyzowany klasztor pełni dziś funkcje świeckie.

## Historia

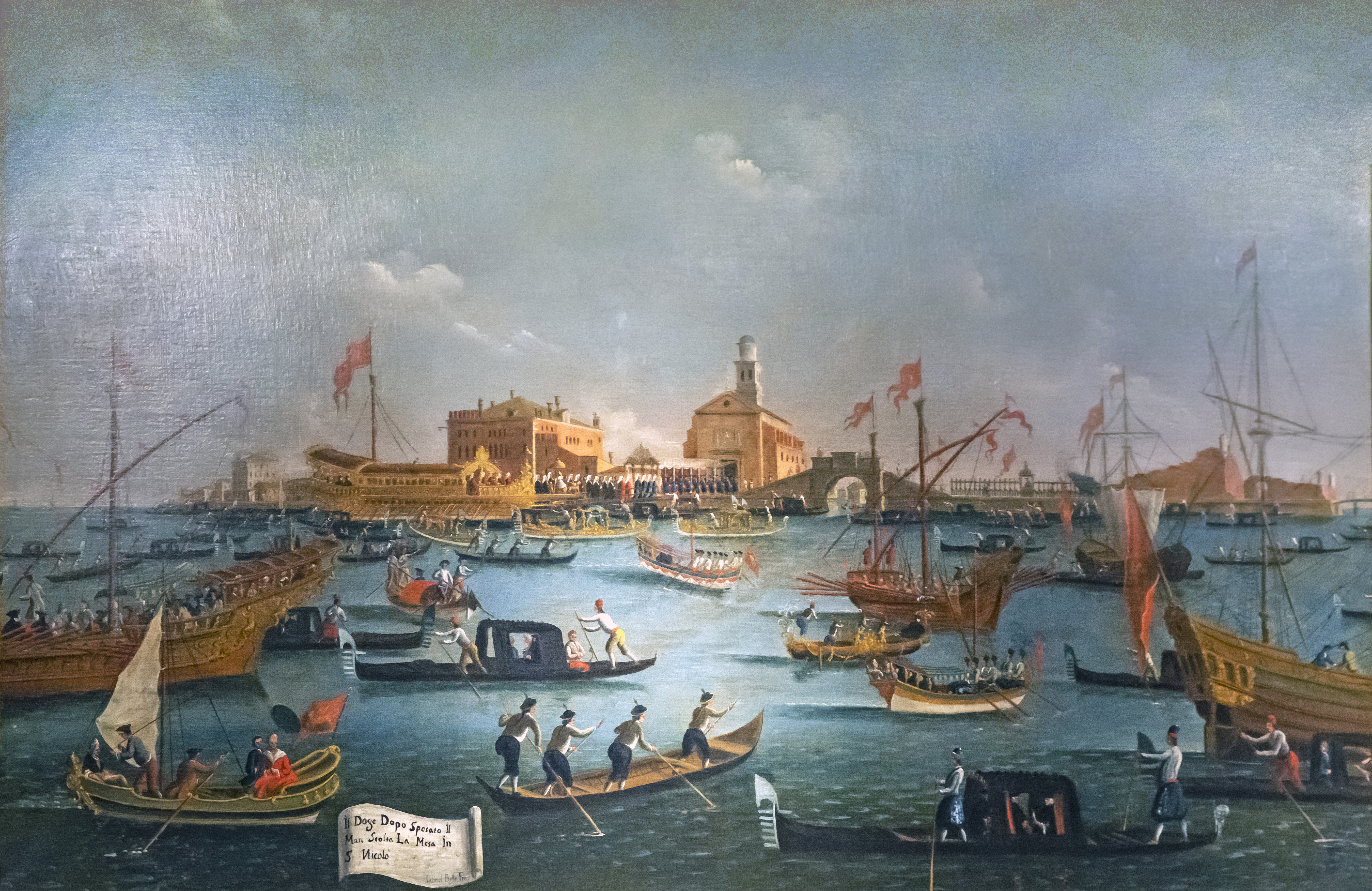
Gabriele Bella, Wizyta doży w kościele San Nicolò po Zaślubinach z morzem, Pinacoteca Querini Stampalia

Pierwotny kościół benedyktynów pod wezwaniem św. Mikołaja z Miry został założony w 1044 (lub 1050) roku z inicjatywy doży Domenica Contariniego, Domenica Marengo, patriarchy Grado i Domenica Contariniego, biskupa Olivolo. Zbudowany w latach 1053–1064, został odnowiony i rozbudowany w 1316 roku. Benedyktynom został powierzony wraz z rozpoczęciem budowy. W 1454 roku na życzenie samych zakonników i za zgodą papieża Mikołaja V ich zgromadzenie zostało połączone ze zgromadzeniem św. Justyny z Padwy. Obecny kościół został zbudowany w innym miejscu; rozpoczęty Francesca Contina w 1626 roku został ukończony przez Mattea Cirtoniego trzy lata później. Zbudowano również barokową kampanilę. Pozostałości starego kościoła zachowały w sąsiednich krużgankach. W kościele znajduje się około 500 fragmentów kości, będących relikwiami św. Mikołaja. Ostatnie badania anatomiczne i testy DNA wykazały, że fragmenty kości w tutejszym kościele i te pozostałe w Bari mogą pochodzić z tego samego szkieletu. Według podania zostały one przewiezione na Lido przez flotyllę weneckich krzyżowców, którzy w drodze do Jafy w 1100 roku zatrzymali się w Bari, gdzie wcześniej złożono szczątki świętego, przetransportowane z Miry.
To do tego kościoła przybywał doża podczas uroczystości Festa della Sensa (Wniebowstąpienia Pańskiego), aby uczcić zaślubiny Wenecji z morzem poprzez wrzucenie złotego pierścienia do laguny. Tradycja przetrwała do dziś, choć dożę zastępuje burmistrz. 
W 1770 roku zgromadzenie benedyktyńskie zostało zniesione przez Republikę Wenecką. 
Na mocy dekretu napoleońskiego Królestwa Włoch z 5 czerwca 1805 roku (oraz kolejnych dekretów) zainicjowano w Wenecji proces kasat i przekształceń kościołów i klasztorów oraz zmian granic parafii. Klasztor został wówczas przekształcony w koszary wojskowe.
Kościół został ponownie otwarty na początku XX wieku, a w 1926 roku powierzony franciszkanom. Około 1940 roku odkryto kapitele korynckie z ornamentem palmetowym, pochodzące z około XI wieku i zamurowane podczas przebudowy budynku. W latach 50. i 60. XX wieku odnaleziono i odrestaurowano również mozaikę podłogową z motywami geometrycznymi i roślinnymi, pochodzącą z pierwotnej bazyliki romańskiej.

## Architektura
Kościół położony jest w północnej części Lido. Jego fasada jest zwrócona w stronę miasta, zaś apsyda na wschód. Zwieńczona szczytem nieotynkowana, ceglana fasada jest nieukończona. Nad portalem znajduje się marmurowa urna ze szczątkami doży Domenica Contariniego. Ściany boczne, otynkowane opus signinum, zostały przeprute oknami termalnymi i wsparte przyporami. Przy wejściu do kościoła znajduje się drewniany krucyfiks, pochodzący z 1300 roku.

## Wnętrze
Wnętrze jest jednonawowe, klasycystyczne, sklepione, z trzema kaplicami po każdej stronie. W prezbiterium znajduje się barokowy ołtarz główny z 1630 roku, udekorowany polichromowanymi, marmurowymi detalami. Znajduje się w nim sarkofag, dzieło Cosima Fanzaga, zawierający szczątki świętych Mikołaja i Teodora. Za ołtarzem rozciąga się drewniany chór z 1634 roku, dzieło Giovanniego Carla i Giovanniego Cremasca. Ten ostatni jest autorem 27 paneli przedstawiających sceny z życia św. Mikołaja. W kościele zachowały się dwa obrazy: Madonna z puttem Palmy starszego i Mały św. Jan Palmy młodszego.

## Klasztor
W klasztorze, założonym i odnowionym w tym samym czasie co kościół, z krużgankiem dobudowanym w XVI wieku mieści się obecnie ośrodek naukowo-badawczy. W południowo-wschodniej jego części znajduje się sala wystawowa.

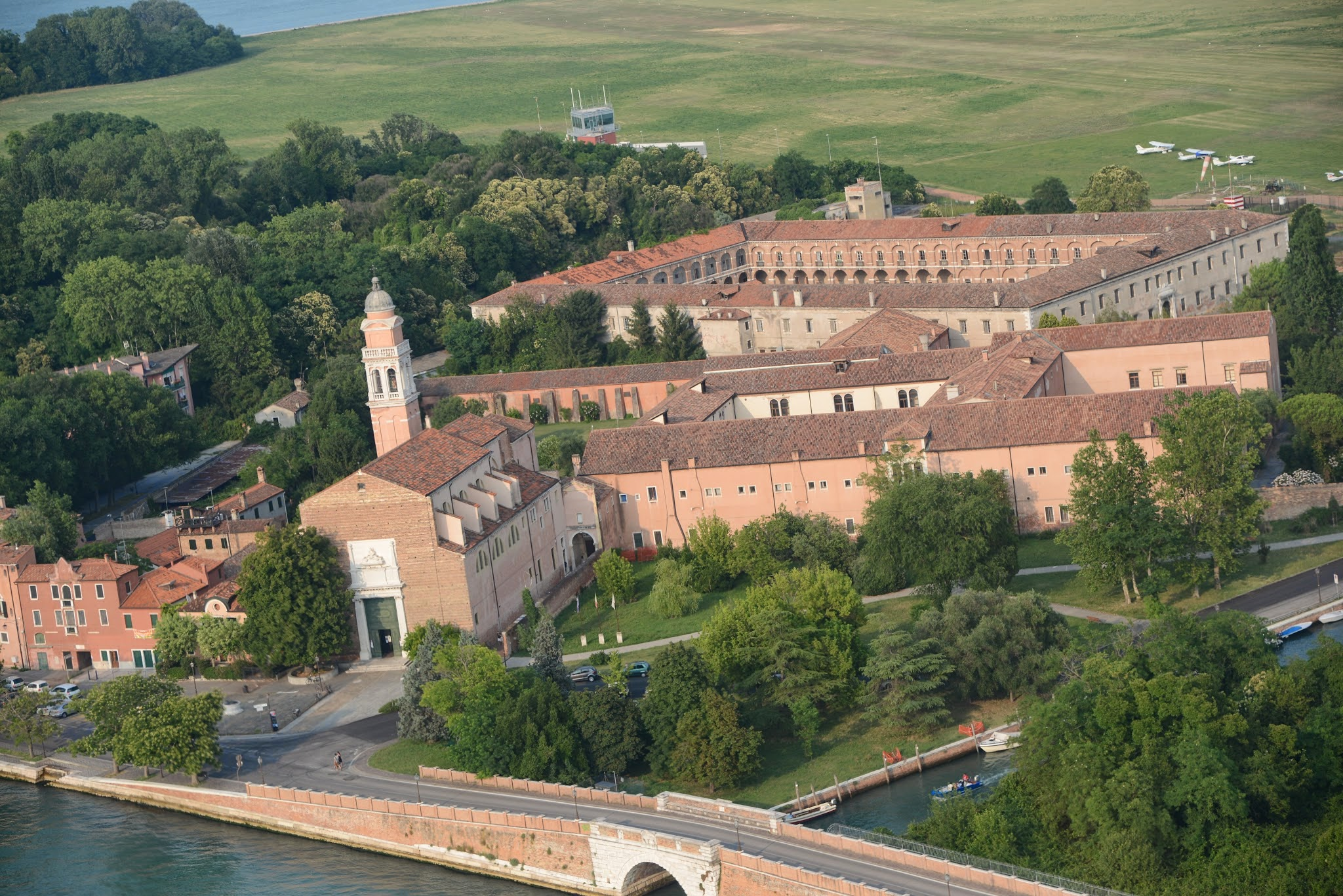
Kompleks kościelno-klasztorny
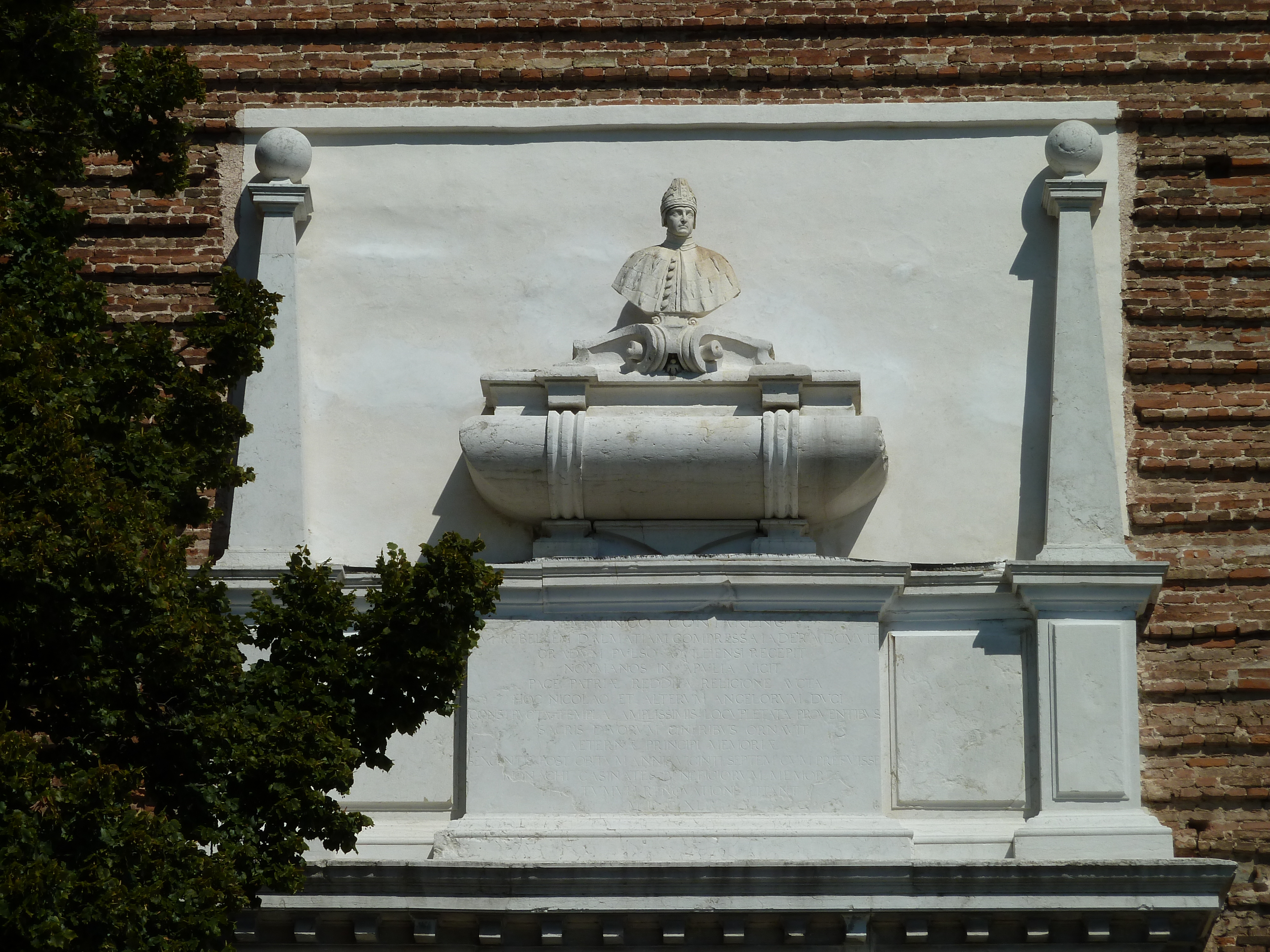
Grobowiec doży Domenica Contariniego
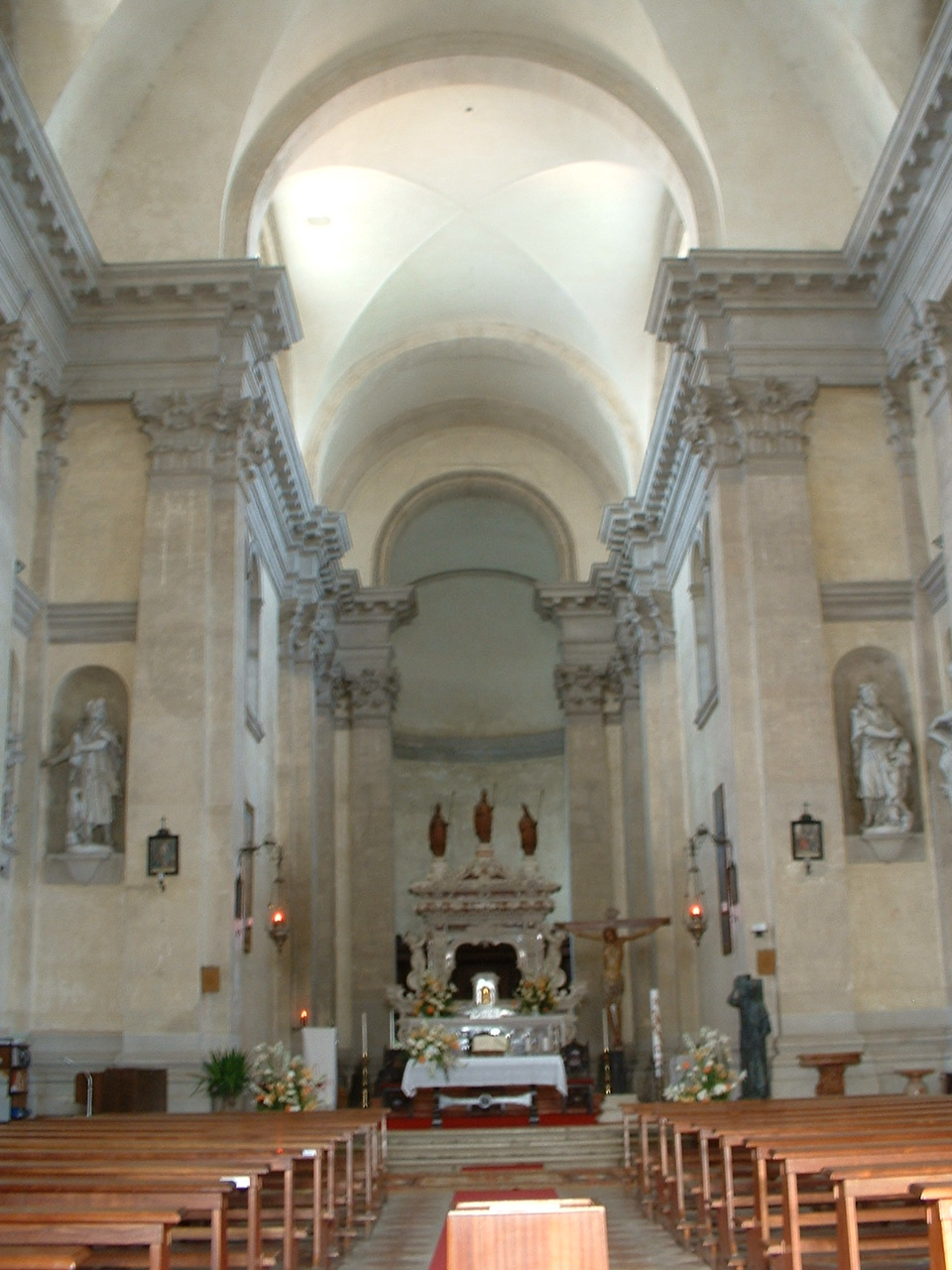
Wnętrze kościoła